# Giresun (prowincja)
Giresun – jedna z 81 prowincji Turcji, położona na północnym-wschodzie kraju, nad Morzem Czarnym.
Na wschodzie graniczy z prowincją Trabzon, na południowym wschodzie z prowincją Gümüşhane, na południowym zachodzie z prowincją Sivas i na zachodzie z prowincją Ordu. Stolicą prowincji Giresun jest miasto Giresun, będące największą dzielnicą prowincji. Pozostałe dzielnice to: Alucra, Bulancak, Çamoluk, Çanakçi, Dereli, Dogankent, Espiye, Eynesil, Görele, Güce, Keşap, Piraziz, Şebinkarahisar, Tirebolu i Yaglidere.
Powierzchnia prowincji Giresun to 6.934 km², a liczba ludności według danych z 2021 roku wynosi 450 154 osób.